# Europaspiele 2015/Teilnehmer (Schweden)
| Gelbes Symbol für Goldmedaillen mit stilisierten Olympischen Ringen | Graues Symbol für Silbermedaillen mit stilisierten Olympischen Ringen | Braundes Symbol für Bronzemedaillen mit stilisierten Olympischen Ringen |
| ------------------------------------------------------------------- | --------------------------------------------------------------------- | ----------------------------------------------------------------------- |
| 1                                                                   | 3                                                                     | 3                                                                       |

Schweden nahm in Baku an den Europaspielen 2015 teil. Vom Sveriges Olympiska Kommitté wurden 72 Athleten in 15 Sportarten nominiert.

## Bogenschießen
| Athleten         | Wettbewerb | Platzierungsrunde | Platzierungsrunde | 1. Runde (64er) | 1. Runde (64er) | 2. Runde (32er) | 2. Runde (32er) | Achtelfinale | Achtelfinale | Viertelfinale | Viertelfinale | Halbfinale | Halbfinale | Finale | Finale   | Rang  |
| Athleten         | Wettbewerb | Ringe             | Rang              | Gegner          | Ergebnis        | Gegner          | Ergebnis        | Gegner       | Ergebnis     | Gegner        | Ergebnis      | Gegner     | Ergebnis   | Gegner | Ergebnis | Rang  |
| ---------------- | ---------- | ----------------- | ----------------- | --------------- | --------------- | --------------- | --------------- | ------------ | ------------ | ------------- | ------------- | ---------- | ---------- | ------ | -------- | ----- |
| Männer           |            |                   |                   |                 |                 |                 |                 |              |              |               |               |            |            |        |          |       |
| Andreas Skalberg | Einzel     | 648               | 38                | Christian Weiss | 2 : 6           | –               | –               | –            | –            | –             | –             | –          | –          | –      | –        | 33–64 |

## Boxen
| Athleten          | Wettbewerb                    | 1. Runde (32er)     | 1. Runde (32er) | Achtelfinale      | Achtelfinale | Viertelfinale      | Viertelfinale | Halbfinale   | Halbfinale | Finale          | Finale   | Rang   |
| Athleten          | Wettbewerb                    | Gegner              | Ergebnis        | Gegner            | Ergebnis     | Gegner             | Ergebnis      | Gegner       | Ergebnis   | Gegner          | Ergebnis | Rang   |
| ----------------- | ----------------------------- | ------------------- | --------------- | ----------------- | ------------ | ------------------ | ------------- | ------------ | ---------- | --------------- | -------- | ------ |
| Frauen            |                               |                     |                 |                   |              |                    |               |              |            |                 |          |        |
| Ida Lundblad      | Leichtgewicht bis 60 kg       | –                   | –               | Gamze Başar       | 3:0          | Katie Taylor       | 0:3           | –            | –          | –               | –        |        |
| Agnes Alexiusson  | Leichtweltergewicht bis 64 kg | –                   | –               | Valentina Alberti | 0:2          | –                  | –             | –            | –          | –               | –        |        |
| Anna Laurell Nash | Mittelgewicht bis 75 kg       | –                   | –               | Tímea Nagy        | 3:0          | Victoriya Kebikava | 3:0           | Lidia Fidura | 2:1        | Nouchka Fontijn | 0:3      | Silber |
| Männer            |                               |                     |                 |                   |              |                    |               |              |            |                 |          |        |
| Clarence Goyeram  | Halbweltergewicht bis 64 kg   | Khatuev Salavat     | 3:0             | Samuel Maxwell    | 2:1          | Wiktor Petrow      | 1:2           | –            | –          | –               | –        |        |
| Leon Chartoi      | Mittelgewicht bis 75 kg       | Vladyslav Voitaliuk | 0:3             | –                 | –            | –                  | –             | –            | –          | –               | –        |        |
| Gabriel Richards  | Schwergewicht bis 91 kg       | Stefan Nikolic      | 3:0             | Josip Bepo Filipi | 1:2          | –                  | –             | –            | –          | –               | –        |        |

## Fechten
| Athleten        | Wettbewerb   | Gruppenphase | Gruppenphase | 1. Runde (32er) | 1. Runde (32er) | Achtelfinale | Achtelfinale | Viertelfinale | Viertelfinale | Halbfinale / Klassifikation | Halbfinale / Klassifikation | Finale / Platzierung | Finale / Platzierung | Rang |
| Athleten        | Wettbewerb   | Bilanz       | Platzierung  | Gegner          | Ergebnis        | Gegner       | Ergebnis     | Gegner        | Ergebnis      | Gegner                      | Ergebnis                    | Gegner               | Ergebnis             | Rang |
| --------------- | ------------ | ------------ | ------------ | --------------- | --------------- | ------------ | ------------ | ------------- | ------------- | --------------------------- | --------------------------- | -------------------- | -------------------- | ---- |
| Frauen          |              |              |              |                 |                 |              |              |               |               |                             |                             |                      |                      |      |
| Emma Samuelsson | Degen Einzel | 3:3 Siege    | 5            | Erika Kirpu     | 11:15           | –            | –            | –             | –             | –                           | –                           | –                    | –                    |      |

## Judo
| Athleten       | Wettbewerb        | 1. Runde      | 1. Runde  | 2. Runde            | 2. Runde  | Achtelfinale | Achtelfinale | Viertelfinale | Viertelfinale | Hoffnungsrunde Halbfinale | Hoffnungsrunde Halbfinale | Halbfinale | Halbfinale | Hoffnungsrunde Finale | Hoffnungsrunde Finale | Finale / Kampf um Bronze | Finale / Kampf um Bronze | Rang |
| Athleten       | Wettbewerb        | Gegner        | Ergebnis  | Gegner              | Ergebnis  | Gegner       | Ergebnis     | Gegner        | Ergebnis      | Gegner                    | Ergebnis                  | Gegner     | Ergebnis   | Gegner                | Ergebnis              | Gegner                   | Ergebnis                 | Rang |
| -------------- | ----------------- | ------------- | --------- | ------------------- | --------- | ------------ | ------------ | ------------- | ------------- | ------------------------- | ------------------------- | ---------- | ---------- | --------------------- | --------------------- | ------------------------ | ------------------------ | ---- |
| Frauen         |                   |               |           |                     |           |              |              |               |               |                           |                           |            |            |                       |                       |                          |                          |      |
| Anna Bernholm  | Klasse bis 63 kg  | –             | –         | Alice Schlesinger   | 0003-0010 | –            | –            | –             | –             | –                         | –                         | –          | –          | –                     | –                     | –                        | –                        |      |
| Mia Hermansson | Klasse bis 63 kg  | –             | –         | Marcon Bezzina      | 1001-0003 | Gemma Howell | 0103-0001    | Yarden Gerbi  | 0002-0012     | Juul Franssen             | 000-100                   | –          | –          | –                     | –                     | –                        | –                        |      |
| Männer         |                   |               |           |                     |           |              |              |               |               |                           |                           |            |            |                       |                       |                          |                          |      |
| Tommy Macias   | Klasse bis 73 kg  | –             | –         | Ljubisa Kovacevic   | 000-100   | –            | –            | –             | –             | –                         | –                         | –          | –          | –                     | –                     | –                        | –                        |      |
| Robin Pacek    | Klasse bis 81 kg  | Jesenko Cetic | 0102-0000 | Loïc Pietri         | 0002-0001 | –            | –            | –             | –             | –                         | –                         | –          | –          | –                     | –                     | –                        | –                        |      |
| Joakim Dvärby  | Klasse bis 90 kg  | –             | –         | Mihael Žgank        | 0001-0011 | –            | –            | –             | –             | –                         | –                         | –          | –          | –                     | –                     | –                        | –                        |      |
| Marcus Nyman   | Klasse bis 90 kg  | –             | –         | Krisztián Tóth      | 0003-0002 | –            | –            | –             | –             | –                         | –                         | –          | –          | –                     | –                     | –                        | –                        |      |
| Martin Pacek   | Klasse bis 100 kg | –             | –         | Jevgeņijs Borodavko | 0003-0001 | –            | –            | –             | –             | –                         | –                         | –          | –          | –                     | –                     | –                        | –                        |      |

## Kanu
| Athleten                                                    | Wettbewerb | Vorlauf          | Vorlauf          | Halbfinale       | Halbfinale       | Finale           | Finale           | Rang             |
| Athleten                                                    | Wettbewerb | Zeit (min)       | Rang             | Zeit (min)       | Rang             | Zeit (min)       | Rang             | Rang             |
| ----------------------------------------------------------- | ---------- | ---------------- | ---------------- | ---------------- | ---------------- | ---------------- | ---------------- | ---------------- |
| Frauen                                                      |            |                  |                  |                  |                  |                  |                  |                  |
| Sofia Paldanius                                             | K1 500 m   | nicht angetreten | nicht angetreten | nicht angetreten | nicht angetreten | nicht angetreten | nicht angetreten | nicht angetreten |
| Linnea Stensils                                             | K1 200 m   | 0:41,328         | 7                | 0:40,137         | 5                | 0:42,179         | 7                | 7                |
| Klara Andersson Karin Johansson Linnea Stensils Moa Wikberg | K4 500 m   | 1:38,337         | 11               | 1:31,946         | 4                | –                | –                |                  |
| Männer                                                      |            |                  |                  |                  |                  |                  |                  |                  |
| Petter Menning                                              | K1 200 m   | 0:34,822         | 1                | –                | –                | 0:35,576         | 2                | Silber           |
| Christian Svanqvist Erik Svensson                           | K2 200 m   | 0:33,769         | 12               | 0:31,905         | 4                | –                | –                |                  |

## Karate
| Athleten       | Wettbewerb        | Gruppenphase                                     | Gruppenphase | Halbfinale      | Halbfinale | Finale/Kampf um Bronze | Finale/Kampf um Bronze | Rang |
| Athleten       | Wettbewerb        | Gegner                                           | Ergebnis     | Gegner          | Ergebnis   | Gegner                 | Ergebnis               | Rang |
| -------------- | ----------------- | ------------------------------------------------ | ------------ | --------------- | ---------- | ---------------------- | ---------------------- | ---- |
| Frauen         |                   |                                                  |              |                 |            |                        |                        |      |
| Hana Antunovic | Kumite über 68 kg | Nadège Ait-Ibrahim Maša Martinović Aytan Samadli | 1:1 1:2 9:1  | Meltem Hocaoğlu | 2:3        | Iwanna Saizewa         | 1:2                    | 4    |

## Radsport

### Mountainbike
| Athleten          | Wettbewerb    | Zeit (h) | Rang |
| ----------------- | ------------- | -------- | ---- |
| Frauen            |               |          |      |
| Jenny Rissveds    | Cross-Country | 1:36:22  | 8    |
| Männer            |               |          |      |
| Emil Lindgren     | Cross-Country | 1:51:00  | 20   |
| Matthias Wengelin | Cross-Country | 1:48:17  | 15   |

## Ringen
| Athleten                         | Wettbewerb        | 1. Runde         | 1. Runde         | Achtelfinale     | Achtelfinale     | Viertelfinale     | Viertelfinale    | Halbfinale          | Halbfinale       | Hoffnungsrunde Viertelfinale | Hoffnungsrunde Viertelfinale | Hoffnungsrunde Halbfinale | Hoffnungsrunde Halbfinale | Hoffnungsrunde Finale | Hoffnungsrunde Finale | Finale             | Finale           | Rang             |
| Athleten                         | Wettbewerb        | Gegner           | Ergebnis         | Gegner           | Ergebnis         | Gegner            | Ergebnis         | Gegner              | Ergebnis         | Gegner                       | Ergebnis                     | Gegner                    | Ergebnis                  | Gegner                | Ergebnis              | Gegner             | Ergebnis         | Rang             |
| -------------------------------- | ----------------- | ---------------- | ---------------- | ---------------- | ---------------- | ----------------- | ---------------- | ------------------- | ---------------- | ---------------------------- | ---------------------------- | ------------------------- | ------------------------- | --------------------- | --------------------- | ------------------ | ---------------- | ---------------- |
| Freistil Frauen                  |                   |                  |                  |                  |                  |                   |                  |                     |                  |                              |                              |                           |                           |                       |                       |                    |                  |                  |
| Josefine Fredriksen              | Klasse bis 48 kg  | nicht angetreten | nicht angetreten | nicht angetreten | nicht angetreten | nicht angetreten  | nicht angetreten | nicht angetreten    | nicht angetreten | nicht angetreten             | nicht angetreten             | nicht angetreten          | nicht angetreten          | nicht angetreten      | nicht angetreten      | nicht angetreten   | nicht angetreten | nicht angetreten |
| Fredrika Petersson               | Klasse bis 53 kg  | –                | –                | Estera Dobre     | 1:3              | –                 | –                | –                   | –                | –                            | –                            | –                         | –                         | –                     | –                     | –                  | –                |                  |
| Sofia Mattsson                   | Klasse bis 55 kg  | –                | –                | Laura Mertens    | 4:0              | Tetjana Kit       | 5:0              | Natalya Sinishin    | 3:1              | –                            | –                            | –                         | –                         | –                     | –                     | Katarzyna Krawczyk | 4:1              | Gold             |
| Johanna Mattsson                 | Klasse bis 60 kg  | –                | –                | Hafize Şahin     | 3:1              | Oksana Herhel     | 1:3              | –                   | –                | –                            | –                            | –                         | –                         | –                     | –                     | –                  | –                |                  |
| Henna Johansson                  | Klasse bis 63 kg  | –                | –                | Elmira Qəmbərova | 5:0              | Adéla Hanzlíčková | 5:0              | Walerija Lasinskaja | 0:5              | –                            | –                            | –                         | –                         | Anastasija Grigorjeva | 1:3                   | –                  | –                |                  |
| Fanny Gradin                     | Klasse bis 69 kg  | –                | –                | Vanessa Wilson   | 4:1              | Aline Focken      | 1:4              | –                   | –                | –                            | –                            | –                         | –                         | –                     | –                     | –                  | –                |                  |
| griechisch-römischer Stil Männer |                   |                  |                  |                  |                  |                   |                  |                     |                  |                              |                              |                           |                           |                       |                       |                    |                  |                  |
| Frunze Harutyunyan               | Klasse bis 66 kg  | Mateusz Bernatek | 3:1              | Artjom Surkow    | 0:4              | –                 | –                | –                   | –                | Fredrik Bjerrehuus           | 0:4                          | –                         | –                         | –                     | –                     | –                  | –                |                  |
| Zakarias Tallroth                | Klasse bis 71 kg  | Tomi Hinoveanu   | 3:0              | Korpási Bálint   | 0:4              | –                 | –                | –                   | –                | Frank Stäbler                | 1:4                          | –                         | –                         | –                     | –                     | –                  | –                |                  |
| Christoffer Nilsson              | Klasse bis 75 kg  | Viktor Nemeš     | 0:3              | –                | –                | –                 | –                | –                   | –                | Ciro Russo                   | 5:0                          | Pascal Eisele             | 1:3                       | –                     | –                     | –                  | –                |                  |
| Alexander Jersgren               | Klasse bis 80 kg  | –                | –                | Petar Balo       | 3:0              | Selçuk Çebi       | 0:3              | –                   | –                | –                            | –                            | –                         | –                         | –                     | –                     | –                  | –                |                  |
| Emil Sandahl                     | Klasse bis 85 kg  | –                | –                | Eerik Aps        | 1:3              | –                 | –                | –                   | –                | –                            | –                            | –                         | –                         | –                     | –                     | –                  | –                |                  |
| Theodoros Tounousidis            | Klasse bis 98 kg  | Orxan Nuriyev    | 1:3              | –                | –                | –                 | –                | –                   | –                | –                            | –                            | –                         | –                         | –                     | –                     | –                  | –                |                  |
| Sebastian Lönnborn               | Klasse bis 130 kg | –                | –                | –                | –                | Heiki Nabi        | 0:3              | –                   | –                | –                            | –                            | –                         | –                         | –                     | –                     | –                  | –                |                  |

## Schießen
| Athleten                         | Klasse | Wettbewerb                           | Qualifikation   | Qualifikation | Finale          | Finale | Rang   |
| Athleten                         | Klasse | Wettbewerb                           | Ringe/ Scheiben | Rang          | Ringe/ Scheiben | Rang   | Rang   |
| -------------------------------- | ------ | ------------------------------------ | --------------- | ------------- | --------------- | ------ | ------ |
| Frauen                           |        |                                      |                 |               |                 |        |        |
| Lotten Johansson                 | Gewehr | Kleinkaliber Dreistellungskampf 50 m | 566             | 30            | –               | –      |        |
| Therese Lundqvist                | Flinte | Skeet                                | 66              | 15            | –               | –      |        |
| Männer                           |        |                                      |                 |               |                 |        |        |
| Sam Andersson                    | Gewehr | Kleinkaliber liegend 50 m            | 605,6           | 35            | –               | –      |        |
| Hakan Dahlby                     | Flinte | Doppeltrap                           | 139             | 8             | –               | –      |        |
| Stefan Nilsson                   | Flinte | Skeet                                | 122             | 6             | 14              | 2      | Silber |
| Mixed                            |        |                                      |                 |               |                 |        |        |
| Therese Lundqvist Stefan Nilsson | Flinte | Skeet                                | 88              | 9             | –               | –      |        |

## Taekwondo
| Athleten         | Wettbewerb        | Achtelfinale | Achtelfinale | Viertelfinale    | Viertelfinale | Hoffnungsrunde Halbfinale | Hoffnungsrunde Halbfinale | Halbfinale     | Halbfinale | Hoffnungsrunde Finale / Bronzekampf | Hoffnungsrunde Finale / Bronzekampf | Finale | Finale   | Rang   |
| Athleten         | Wettbewerb        | Gegner       | Ergebnis     | Gegner           | Ergebnis      | Gegner                    | Ergebnis                  | Gegner         | Ergebnis   | Gegner                              | Ergebnis                            | Gegner | Ergebnis | Rang   |
| ---------------- | ----------------- | ------------ | ------------ | ---------------- | ------------- | ------------------------- | ------------------------- | -------------- | ---------- | ----------------------------------- | ----------------------------------- | ------ | -------- | ------ |
| Frauen           |                   |              |              |                  |               |                           |                           |                |            |                                     |                                     |        |          |        |
| Nikita Glasnovic | Klasse bis 57 kg  | Joana Cunha  | 1:0          | Floriane Liborio | 6:5           | –                         | –                         | Jade Jones     | 6:7        | Dragana Gladović                    | 7:0                                 | –      | –        | Bronze |
| Elin Johansson   | Klasse bis 67 kg  | Chloe Aboud  | 14:6         | Franka Anić      | 5:4           | –                         | –                         | Fəridə Əzizova | 2:5        | Tetjana Teterewjatnikowa            | 2:1                                 | –      | –        | Bronze |
| Casandra Ikonen  | Klasse über 67 kg | Iva Radoš    | 3:15         | –                | –             | –                         | –                         | –              | –          | –                                   | –                                   | –      | –        |        |

## Tischtennis
| Athleten                                         | Wettbewerb | 1. Runde       | 1. Runde | 2. Runde            | 2. Runde | Achtelfinale   | Achtelfinale | Viertelfinale | Viertelfinale | Halbfinale | Halbfinale | Finale/Spiel um Platz 3 | Finale/Spiel um Platz 3 | Rang |
| Athleten                                         | Wettbewerb | Gegner         | Ergebnis | Gegner              | Ergebnis | Gegner         | Ergebnis     | Gegner        | Ergebnis      | Gegner     | Ergebnis   | Gegner                  | Ergebnis                | Rang |
| ------------------------------------------------ | ---------- | -------------- | -------- | ------------------- | -------- | -------------- | ------------ | ------------- | ------------- | ---------- | ---------- | ----------------------- | ----------------------- | ---- |
| Frauen                                           |            |                |          |                     |          |                |              |               |               |            |            |                         |                         |      |
| Linda Bergstrom                                  | Einzel     | Eva Ódorová    | 2:4      | –                   | –        | –              | –            | –             | –             | –          | –          | –                       | –                       |      |
| Matilda Ekholm                                   | Einzel     | Anelia Karova  | 4:0      | Elizabeta Samara    | 2:4      | –              | –            | –             | –             | –          | –          | –                       | –                       |      |
| Linda Bergstrom Matilda Ekholm Daniela Moskovits | Mannschaft | –              | –        | –                   | –        | Rumänien       | 3:1          | Ukraine       | 0:3           | –          | –          | –                       | –                       |      |
| Männer                                           |            |                |          |                     |          |                |              |               |               |            |            |                         |                         |      |
| Par Gerell                                       | Einzel     | Pavel Platonov | 4:1      | Alexander Schibajew | 3:4      | Marcos Freitas | 3:4          | –             | –             | –          | –          | –                       | –                       |      |
| Kristian Karlsson                                | Einzel     | –              | –        | Jean-Michel Saive   | 4:1      | Tiago Apolónia | 4:2          | –             | –             | –          | –          | –                       | –                       |      |
| Par Gerell Kristian Karlsson Jon Persson         | Mannschaft | Ukraine        | 3:0      | –                   | –        | Deutschland    | 2:3          | –             | –             | –          | –          | –                       | –                       |      |

## Triathlon
| Athleten    | Wettbewerb | Zeit (h) | Rang   |
| ----------- | ---------- | -------- | ------ |
| Frauen      |            |          |        |
| Lisa Nordén | Einzel     | 2:01:46  | Bronze |

## Turnen

### Trampolin
| Athleten                  | Wettbewerb | Qualifikation | Qualifikation | Finale | Finale | Rang |
| Athleten                  | Wettbewerb | Punkte        | Rang          | Punkte | Rang   | Rang |
| ------------------------- | ---------- | ------------- | ------------- | ------ | ------ | ---- |
| Männer                    |            |               |               |        |        |      |
| Måns Åberg Jonas Nordfors | Synchron   | 82,300        | 6             | 45,200 | 5      | 5    |

## Wassersport

### Schwimmen
Hier fanden Jugendwettbewerbe statt. Bei den Frauen ist das die U17 (Jahrgang 1999) und bei den Männern die U19 (Jahrgang 1997).
| Athleten                                                      | Wettbewerb          | Vorlauf          | Vorlauf          | Halbfinale       | Halbfinale       | Finale           | Finale           | Rang             |
| Athleten                                                      | Wettbewerb          | Zeit             | Rang             | Zeit             | Rang             | Zeit             | Rang             | Rang             |
| ------------------------------------------------------------- | ------------------- | ---------------- | ---------------- | ---------------- | ---------------- | ---------------- | ---------------- | ---------------- |
| Frauen                                                        |                     |                  |                  |                  |                  |                  |                  |                  |
| Lova Andersson                                                | 50 m Rücken         | 30,46 s          | 26               | -                | -                | -                | -                |                  |
| Lova Andersson                                                | 100 m Rücken        | nicht angetreten | nicht angetreten | nicht angetreten | nicht angetreten | nicht angetreten | nicht angetreten | nicht angetreten |
| Lova Andersson                                                | 50 m Schmetterling  | 29,48 s          | 41               | -                | -                | -                | -                |                  |
| Hanna Eriksson                                                | 100 m Freistil      | 1:00,21 min      | 56               | -                | -                | -                | -                |                  |
| Hanna Eriksson                                                | 200 m Freistil      | 2:09,74 min      | 46               | -                | -                | -                | -                |                  |
| Hanna Eriksson                                                | 400 m Freistil      | 4:29,47 min      | 30               | -                | -                | -                | -                |                  |
| Hanna Eriksson                                                | 200 m Lagen         | 2:32,67 min      | 37               | -                | -                | -                | -                |                  |
| Hanna Rosvall                                                 | 200 m Rücken        | 2:19,41 min      | 13               | 2:18,35 min      | 14               | -                | -                |                  |
| Hanna Rosvall                                                 | 50 m Schmetterling  | 28,20 s          | 17               | 27,90 s          | 12               | -                | -                |                  |
| Hanna Rosvall                                                 | 100 m Schmetterling | 1:02,24 min      | 11               | 1:01,60 min      | 8                | 1:01,60 min      | 8                | 8                |
| Sara Wallberg                                                 | 50 m Brust          | 33,75 s          | 21               | -                | -                | -                | -                |                  |
| Sara Wallberg                                                 | 100 m Brust         | 1:12,90 min      | 20               | -                | -                | -                | -                |                  |
| Sara Wallberg                                                 | 200 m Brust         | 2:36,11 min      | 13               | 2:36,59 min      | 14               | -                | -                |                  |
| Lova Andersson Hanna Eriksson Hanna Rosvall Sara Wallberg     | 4 × 100 m Lagen     | 4:22,76 min      | 11               | -                | -                | -                | -                |                  |
| Männer                                                        |                     |                  |                  |                  |                  |                  |                  |                  |
| Gustaf Dahlman                                                | 200 m Freistil      | 1:57,14 min      | 45               | -                | -                | -                | -                |                  |
| Gustaf Dahlman                                                | 400 m Freistil      | 4:07,43 min      | 43               | -                | -                | -                | -                |                  |
| Oskar Eriksson                                                | 100 m Rücken        | 57,22 s          | 21               | -                | -                | -                | -                |                  |
| Oskar Eriksson                                                | 200 m Rücken        | 2:03,67 min      | 12               | 2:03,34 min      | 13               | -                | -                |                  |
| Oskar Eriksson                                                | 200 m Lagen         | 2:05,99 min      | 16               | 2:05,72 min      | 15               | -                | -                |                  |
| Oskar Eriksson                                                | 400 m Lagen         | 4:37,71 min      | 35               | -                | -                | -                | -                |                  |
| Daniel Forndal                                                | 50 m Freistil       | 23,82 s          | 32               | -                | -                | -                | -                |                  |
| Daniel Forndal                                                | 100 m Freistil      | 51,05 s          | 13               | 51,22 s          | 14               | -                | -                |                  |
| Daniel Forndal                                                | 200 m Freistil      | 1:53,58 min      | 27               | -                | -                | -                | -                |                  |
| Petter Fredriksson                                            | 50 m Rücken         | 26,50 s          | 12               | 26,62 s          | 12               | -                | -                |                  |
| Petter Fredriksson                                            | 100 m Rücken        | 56,42 s          | 9                | 56,38 s          | 14               | -                | -                |                  |
| Petter Fredriksson                                            | 200 m Rücken        | 2:02,08 min      | 7                | 2:01,51 min      | 7                | 2:01,20 min      | 6                | 6                |
| Petter Fredriksson                                            | 200 m Lagen         | 2:07,19 min      | 22               | -                | -                | -                | -                |                  |
| Filip Grimberg                                                | 50 m Freistil       | 24,27 s          | 49               | -                | -                | -                | -                |                  |
| Filip Grimberg                                                | 100 m Freistil      | 52,02 s          | 40               | -                | -                | -                | -                |                  |
| Filip Grimberg                                                | 200 m Freistil      | 1:54,65 min      | 33               | -                | -                | -                | -                |                  |
| Filip Grimberg                                                | 400 m Freistil      | 4:01,29 min      | 29               | -                | -                | -                | -                |                  |
| Victor Johansson                                              | 200 m Freistil      | nicht angetreten | nicht angetreten | nicht angetreten | nicht angetreten | nicht angetreten | nicht angetreten | nicht angetreten |
| Victor Johansson                                              | 400 m Freistil      | 3:59,05 min      | 24               | -                | -                | -                | -                |                  |
| Victor Johansson                                              | 800 m Freistil      | -                | -                | -                | -                | 8:19,67 min      | 16               | 16               |
| Victor Johansson                                              | 1500 m Freistil     | -                | -                | -                | -                | 16:03,41 min     | 19               | 19               |
| Henry Kerman                                                  | 50 m Schmetterling  | 25,93 s          | 49               | -                | -                | -                | -                |                  |
| Henry Kerman                                                  | 100 m Schmetterling | 57,38 s          | 44               | -                | -                | -                | -                |                  |
| Henry Kerman                                                  | 200 m Schmetterling | 2:07,77 min      | 27               | -                | -                | -                | -                |                  |
| Markus Malm                                                   | 400 m Freistil      | 4:09,08 min      | 46               | -                | -                | -                | -                |                  |
| Markus Malm                                                   | 100 m Schmetterling | 56,25 s          | 29               | -                | -                | -                | -                |                  |
| Markus Malm                                                   | 200 m Schmetterling | 2:03,09 min      | 15               | 2:03,36 min      | 14               | -                | -                |                  |
| Teodor Widerberg                                              | 50 m Brust          | 29,52 s          | 27               | -                | -                | -                | -                |                  |
| Teodor Widerberg                                              | 100 m Brust         | 1:05,11 min      | 29               | -                | -                | -                | -                |                  |
| Teodor Widerberg                                              | 200 m Brust         | 2:23,75 min      | 28               | -                | -                | -                | -                |                  |
| Teodor Widerberg                                              | 50 m Schmetterling  | 25,70 s          | 41               | -                | -                | -                | -                |                  |
| Gustaf Dahlman Daniel Forndal Filip Grimberg Victor Johansson | 4 × 200 m Freistil  | 7:28,15 min      | 4                | -                | -                | 7:28,12 min      | 7                | 7                |
| Petter Fredriksson Daniel Fornda Markus Malm Teodor Widerberg | 4 × 100 m Lagen     | 3:47,12 min      | 7                | -                | -                | 3:47,33 min      | 7                | 7                |

### Wasserspringen
Hier fanden die Junioreneuropameisterschaften der U19 (Jahrgang 1997) statt.
| Athleten       | Wettbewerb            | Vorkampf | Vorkampf | Finale | Finale | Rang |
| Athleten       | Wettbewerb            | Punkte   | Rang     | Punkte | Rang   | Rang |
| -------------- | --------------------- | -------- | -------- | ------ | ------ | ---- |
| Frauen         |                       |          |          |        |        |      |
| Ellen Ek       | Kunstspringen 3 Meter | 353,30   | 14       | -      | -      |      |
| Ellen Ek       | Turmspringen 10 m     | 347,50   | 6        | 330,50 | 9      | 9    |
| Frida Kallgren | Kunstspringen 1 Meter | 365,30   | 9        | 370,30 | 12     | 12   |
| Frida Kallgren | Kunstspringen 3 Meter | 409,30   | 7        | 392,55 | 9      | 9    |